# 리처드 로저스 (청교도)

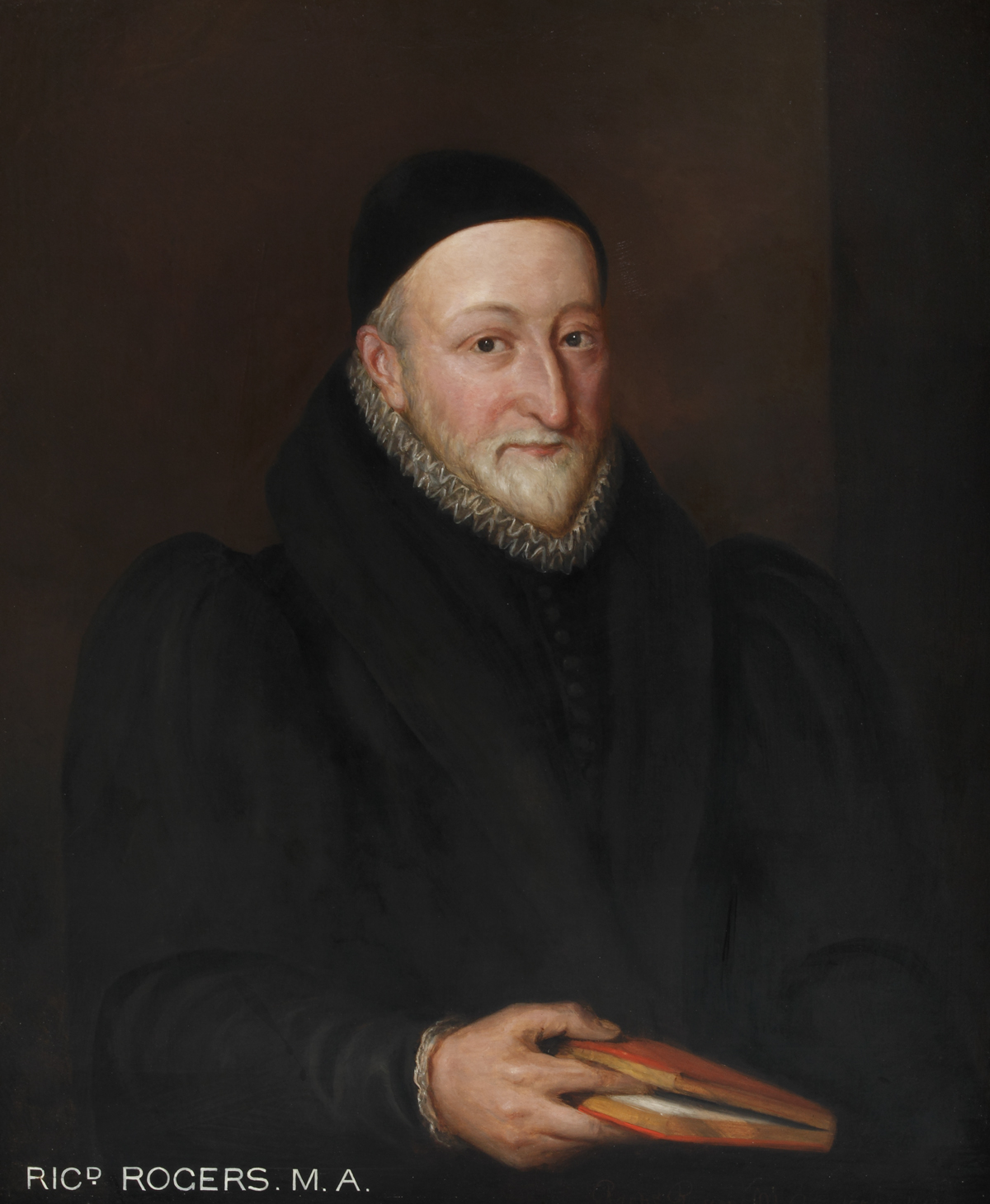
리차드 로져스

리차드 로저스(영어: Richard Rogers, 1551년 ~ 1618년) 영국의 에섹스에서 기구 제조업을 하는 집의 아들로 태어났다. 케임브리지 대학교에 있는 크라이스트 칼리지에 입학을 하여 토마스 카트라이트의 추방에 의해 생긴 소동을 경험하였다. 1577년 워더스필드에서 40년 동안 가르쳤다. 그가 남긴 작품으로는 "7가지의 논문들"로 이것은 영국의 칼빈주의자 또는 청교도 중에 최초의 생활 지침으로 여겨졌다.
1. 주의깊은, 사려깊음을 연습하기
2. 묵상을 훈련하기
3. 에베소서 6장의 전신갑주를 사용하기
4. 기도에 참여하기
5. 성경과 경건서적을 읽기
6. 감사의 예물드리기
7. 금식을 실천하기

윌리엄 젠킨은 그의 손자로 유다서 강해를 쓴 유명한 청교도 중의 한 명이다.
| “ | 나는 정확한 하나님을 섬긴다. 하나님은 모든 지식의 원천이고, 목적이며, 질서와 방법의 원천이시다. | ” |

| “ | 사람은 본질상 황폐케 된 장소와 같으며, 그리스도의 은혜로 회복되는 데, 이것은 마치 주께서 그 마음에 새로운 빛을 일으키시는 것과 같다. | ” |

## 저서
- The Garden of Spiritual Flowers : 사람에게 있어서 불완전함을 말할 때는 보편적으로 사람 전체를 의미하며, 혼과 몸, 이성과 이해, 의지와 정서 모두가 천상의 일들에 대하여 어두워지고 무지할 뿐을 뜻한다.[1]

1. ↑  《Puritan papers》. Phillipsburg, N.J.: P & R Pub. ©2000-©2005. 142쪽. ISBN 0-87552-466-4.